# Ussul al-fiqh
Els ussul al-fiqh (àrab: أصول الفقه, uṣūl al-fiqh, ‘les arrels de la llei’) són l'estudi dels orígens, les fonts i els principis en què es basa la jurisprudència islàmica (fiqh). En un sentit ampli, inclou l'estudi dels fonaments filosòfics de la llei i els procediments mitjançant els quals la llei és aplicable als casos particulars a partir d'aquestes fonts.
Per a la majoria dels musulmans, és a dir, els sunnites, hi ha quatre fonts principals de jurisprudència: 
- l'Alcorà (la «paraula de Déu»),
- la sunna (la «tradició del Profeta»)
- l'ijmà (el ‘consens’) i
- el qiyàs (l'‘analogia’).

Aquestes fonts van ser documentades i organitzades principalment per Abu-Abd-Al·lah aix-Xafií (767-819, a l'origen de l'escola de jurisprudència xafiïta), que va desenvolupar un procediment coherent i sistemàtic de raonament jurídic. Va escriure Ar-rissala, un exemple d'aplicació de la lògica i l'ordre a la jurisprudència islàmica.